# Троєщинське кладовище
Троє́щинське кладови́ще — невелике кладовище у Деснянському районі міста Києва. Призначалося для поховання мешканців села Троєщина. Існувало на цьому місці ще до перенесення села, тож виникло ще до XIX століття. Закрите для масових поховань, дозволено підпоховання у родинну могилу
При кладовищі знаходиться церква Святої Трійці (УПЦ (МП)).